# ژان دو لا واراند
ژان دو لا واراند (به فرانسوی: Jean Mallard de La Varende - La Varende) رمان‌نویس و منتقد ادبی قرن نوزدهم میلادی اهل فرانسه است.